# جيرالد بوسنر
جيرالد بوسنر (بالإنجليزية: Gerald Posner)‏ (و. 1954 – م) هو صحفي، ومحام من الولايات المتحدة الأمريكية ولد في سان فرانسيسكو.

## روابط خارجية
- جيرالد بوسنر على موقع IMDb (الإنجليزية)
- جيرالد بوسنر على موقع إن إن دي بي (الإنجليزية)